# Resultados do Carnaval de Manaus em 2013
Resultados do Carnaval de Manaus em 2013. A vencedora do grupo especial foi a escola Mocidade Independente de Aparecida.

## Grupo Especial
| Colocação | Escola             | Pontos | Enredo | Classificação ou Rebaixamento | Ref.        |
| --------- | ------------------ | ------ | --- | ----------------------------- | ----------- |
| 1º        | Aparecida          | 300    | Nhamundá, uma viagem pelo Rio da Ykamiabas                                                                                  | Campeã do Carnaval 2013       | [ 1 ] [ 2 ] |
| 2º        | Unidos do Alvorada | 297,4  | A Beleza está nos Olhos de quem Vê                                                                                          |                               | [ 1 ] [ 2 ] |
| 3º        | Reino Unido        | 297,3  | O Livro: Por que no Morro o Samba é Lê-Ler                                                                                  |                               | [ 1 ] [ 2 ] |
| 4º        | Balaku Blaku       | 297,2  | Quem Desdenha Quer Comprar: Uma Odisséia contada Em Cifrões                                                                 |                               | [ 1 ] [ 2 ] |
| 5º        | A Grande Família   | 297,1  | Meta a Boca Manaus: O Povo vai Falar e A Grande Família vai Mostrar                                                         |                               | [ 1 ] [ 2 ] |
| 6º        | Sem Compromisso    | 295,1  | Manaus das Águas Rejeitadas: Amazonas das Águas Cobiçadas                                                                   |                               | [ 1 ] [ 2 ] |
| 7º        | Vitória Régia      | 294,6  | O Centenário do Nacional em Verde e Rosa no Nosso Carnaval                                                                  |                               | [ 1 ] [ 2 ] |
| 8º        | Presidente Vargas  | 292,5  | Em seus espelhos se refletem a tradição, nos esportes, garra e coração. Atlético Rio Negro Clube, 100 anos de amor e paixão | Grupo de Acesso A em 2014     | [ 1 ] [ 2 ] |

## Grupo de Acesso A
| Colocação | Escola                    | Pontos | Enredo                                                                  | Classificação ou Rebaixamento | Ref.        |
| --------- | ------------------------- | ------ | ----------------------------------------------------------------------- | ----------------------------- | ----------- |
| 1º        | Andanças de Ciganos       | 90     | São Jorge, Guerreiro da Fé                                              | Grupo Especial em 2014        | [ 3 ] [ 4 ] |
| 2º        | Império da Kamélia        | 90     | Sagrado, profano e histórico… a Império da Kamélia pinta o 7 na avenida |                               | [ 3 ] [ 4 ] |
| 3º        | Acadêmicos da Cidade Alta | 89,50  | Cidade Alta viaja nos sonhos de Erasmo Amazonas                         |                               | [ 3 ] [ 4 ] |
| 4º        | Primos da Ilha            | 89     | Projeto Seguindo Em Frente                                              |                               | [ 3 ] [ 4 ] |
| 5º        | Dragões do Império        | 88,90  | Mulheres do Brasil, Cantoras do Amazonas                                |                               | [ 3 ] [ 4 ] |
| 6º        | Unidos do Coophasa        | 88,50  |                                                                         |                               | [ 3 ] [ 4 ] |
| 7º        | Coroado                   | 88,20  | Maués: Tradições, Lendas e Encantos... Berço da Etnia Saterê-Mawé       | Grupo de Acesso B em 2014     | [ 3 ] [ 4 ] |

## Grupo de Acesso B
| Colocação | Escola              | Pontos | Enredo                                     | Classificação ou Rebaixamento | Ref.        |
| --------- | ------------------- | ------ | ------------------------------------------ | ----------------------------- | ----------- |
| 1º        | Beija-Flor do Norte | 175,45 | Mutirão: 25 Anos de Amor e União           | Grupo de Acesso A em 2014     | [ 3 ] [ 5 ] |
| 2º        | Meninos Levados     | 174,95 | Laércio Sampaio, o Rei da Sucata           |                               | [ 3 ] [ 5 ] |
| 3º        | Mocidade da Raiz    | 174,45 | Ricardo Miranda, Coração de Leão           |                               | [ 3 ] [ 5 ] |
| 4º        | Império do Hawaí    | 173,40 |                                            |                               | [ 3 ] [ 5 ] |
| 5º        | Ipixuna             | 170,95 | Veja a Vida com Bons Olhos                 |                               | [ 3 ] [ 5 ] |
| 6º        | Gaviões do Parque   | 165,35 | FECANI - Festival da Canção de Itacoatiara | Grupo de Acesso C em 2014     | [ 3 ] [ 5 ] |

## Grupo de Acesso C
| Colocação | Escola                | Pontos | Enredo                                                 | Classificação ou Rebaixamento | Ref.        |
| --------- | --------------------- | ------ | ------------------------------------------------------ | ----------------------------- | ----------- |
| 1º        | Unidos da Cidade Nova | 87,50  | Candomblé                                              | Grupo de Acesso B em 2014     | [ 3 ] [ 6 ] |
| 2º        | Vila da Barra         | 85,50  | Da vila de sapê à cidade das palhas                    |                               | [ 3 ] [ 6 ] |
| 3º        | Legião de Bambas      | 84     |                                                        |                               | [ 3 ] [ 6 ] |
| 4º        | Império do Mauá       | 83,50  | O Samba Nosso de Cada Dia                              |                               | [ 3 ] [ 6 ] |
| 5º        | Leões do Barão Açú    | 79,50  | Os Leões embriagando a avenida com a história do vinho |                               | [ 3 ] [ 6 ] |